# Последњи удах
Последњи удах (енгл. Last Breath) је предстојећи трилер о преживљавању, који је режирао Алекса Паркинсон, а сценарио су написали Мичел ЛаФорчун, Алекс Паркинсон и Дејвид Брукс. Главне улоге тумаче Вуди Харелсон, Симу Лиу, Фин Кол и Клиф Кертис. Ово је играна адаптација документарца из 2019. године, који је Паркинсон ко-режирао са Ричардом да Костом.
Филм ће премијерно бити приказан у Сједињеним Америчким Државама и Уједињеном Краљевству 28. фебруара 2025. године, у дистрибуцији компанија Focus Features и Entertainment Film Distributors.

## Улоге
- Вуди Харелсон као Данкан Олкок
- Симу Лиу као Дејвид Јуаса
- Фин Кол као Крис Лемон
- Клиф Кертис
- Џимон Хонсу
- Марк Бонар

## Продукција
У мају 2022. године, објављено је да ће Алекс Паркинсон режирати играни римејк свог документарца из 2019. године, са Вудијем Харелсоном, Симуом Лиуом и Џимоном Хонсуом у главним улогама.
Главно снимање почело је на Малти у мају 2023. године и трајало до јула.
У мају 2024. године, Focus Features је преузео права на дистрибуцију филма у Сједињеним Америчким Државама, Француској, Скандинавији, Аустралији, Новом Зеланду, Кини, Индонезији, Малезији, Јужној Кореји и Вијетнаму. FilmNation Entertainment је ко-финансирао филм и задужен је за међународну продају.